# Lorimer Street
Lorimer Street – stacja metra nowojorskiego, na linii J i M. Znajduje się w dzielnicy Brooklyn, w Nowym Jorku i zlokalizowana jest pomiędzy stacjami Flushing Avenue i Hewes Street. Została otwarta 25 czerwca 1888.